# Juan Antonio Merlos
Juan Antonio Merlos (San Miguel, 3 de diciembre de 1941 - Santiago de María, Usulután, 6 de diciembre de 2014) más conocido como Maquinita fue un entrenador y jugador de fútbol salvadoreño que jugaba en la demarcación de delantero.

## Biografía
Debutó como futbolista en 1957 con el CD Águila tras formarse en el Racing de San Miguel. Permaneció en el club un total de trece años, siendo aún uno de los mayores goleadores del equipo. Con el club ganó la Primera División de El Salvador un total de cinco veces. También jugó en el CD Municipal Limeño y en el CD Luis Ángel Firpo, donde se retiró en 1974. Posteriormente entrenó al CD Santiagueño, CD Luis Ángel Firpo, CD Liberal, CD Municipal Limeño. En julio de 2010 permaneció tres meses en el hospital, sufriendo arteriosclerosis, siéndole amputado un pie.
Falleció el 6 de diciembre de 2014 en Santiago de María a los 73 años de edad.

## Clubes

### Como futbolista
| Club                            | País        | Año         |
| ------------------------------- | ----------- | ----------- |
| Club Deportivo Águila           | El Salvador | 1957 - 1970 |
| Club Deportivo Municipal Limeño | El Salvador | 1972 - 1973 |
| Club Deportivo Luis Ángel Firpo | El Salvador | 1974        |

### Como entrenador
| Club                | País        | Año         |
| ------------------- | ----------- | ----------- |
| CD Santiagueño      | El Salvador | 1975 - 1979 |
| CD Luis Ángel Firpo | El Salvador | 1979 - 1980 |
| CD Liberal          | El Salvador | 1980 - 1981 |
| CD Municipal Limeño | El Salvador | 1982 - 1984 |

## Palmarés

### Campeonatos nacionales
| Título                          | Club      | País        | Año  |
| ------------------------------- | --------- | ----------- | ---- |
| Primera División de El Salvador | CD Águila | El Salvador | 1959 |
| Primera División de El Salvador | CD Águila | El Salvador | 1960 |
| Primera División de El Salvador | CD Águila | El Salvador | 1963 |
| Primera División de El Salvador | CD Águila | El Salvador | 1964 |
| Primera División de El Salvador | CD Águila | El Salvador | 1969 |